# Higham on the Hill
Higham on the Hill est une paroisse civile et un village du Leicestershire, en Angleterre.